# Drapétomanie

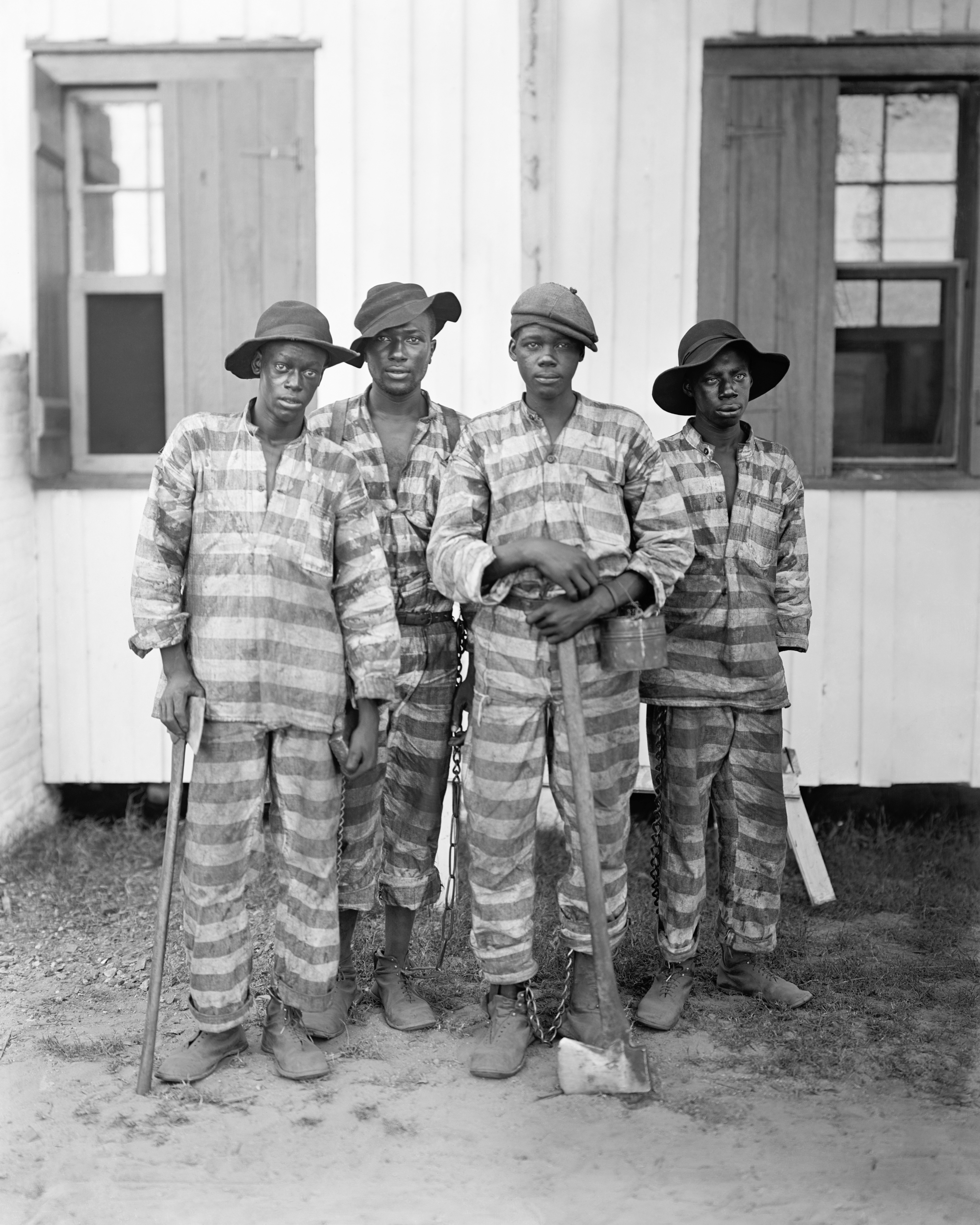
Les membres d'un chain gang dans le sud des États-Unis, entre 1900 et 1906.

La drapétomanie était une prétendue maladie mentale, décrite et inventée par le médecin américain Samuel Cartwright en 1851, pour expliquer l'évasion des esclaves vers le Nord des États-Unis. Selon Cartwright, la fuite des esclaves s'expliquait par des mouvements involontaires.  
Son article, ré-imprimé dans le Sud, suscite de nombreuses moqueries et satires au Nord (dont l'une dans l'éditorial du Buffalo Medical Journal, en 1855). L'auteur de cet éditorial, S. B. Hunt, fit notamment remarquer que les symptômes de cette maladie disparaissaient étrangement quand les fugitifs arrivaient au Nord et que la fuite systématique des esclaves vers le Nord plutôt que dans une autre direction ne pourrait s'expliquer par des mouvements involontaires. L'architecte Frederick Law Olmsted, dans son livre de 1856, A Journey in the Seaboard Slave States, prenant appui sur le constat de la fuite de domestiques « engagés » (une sorte de servitude), affirme avec humour que la prétendue maladie serait en fait d'origine blanche, et introduite en Afrique par les commerçants.
Aux XXe et XXIe siècles la drapétomanie est citée comme exemple de théorie pseudoscientifique et racialiste. La notion connaît un réemploi aux États-Unis dans le cadre d’une dénonciation politique de l’oppression blanche contre les populations noires, et particulièrement de l’instrumentalisation de la science dans ce processus.

## Étymologie
Le terme est issu du grec ancien : de δραπέτης (drapetes, « un fuyard [esclave] ») et μανία (mania, « folie, frénésie »).